# Hassan al-Amri
Hassan al-ʿAmrī (* 1916 in Sanaa, Nordjemen; † 7. April 1989 in Köln; arabisch حسن العمري, DMG Ḥasan al-ʿAmrī), gelegentlich auch als el-Amry transkribiert, war ein jemenitischer General und Politiker. Zwischen 1964 und 1971 war er fünfmal Premierminister der Jemenitischen Arabischen Republik (Nordjemen).

## „Starker Mann“ Jemens

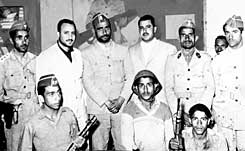
Als einer der Offiziere um Abdullah as-Sallal stürzte Hassan al-Amri 1962 Jemens König, 1967 stürzte er dann as-Sallal.

Wie Abdullah as-Sallal zählte auch Hassan al-Amri zu jener ersten Gruppe jemenitischer Offiziere, die in den 1930er Jahren im Auftrag von Imam (König) Yahya an der irakischen Militärakademie in Bagdad ausgebildet worden waren.

### Während der Präsidentschaft as-Sallals
Zusammen mit as-Sallal stürzte al-Amri am 26. September 1962 die Monarchie, was einen Bürgerkrieg mit den royalistisch gebliebenen Stämmen im Landesnorden auslöste. Zunächst im Revolutionären Kommandorat, dann im neugeschaffenen Präsidialrat war al-Amri ab 1962 zunächst Verkehrsminister, dann Wirtschafts- und Finanzminister. Im Juni 1963 wurde er Vizepräsident und stellvertretender Oberkommandierender der republikanischen Streitkräfte, im Januar 1964 wurde er stellvertretender Vorsitzender des Obersten Politischen Büros, vom 10. Februar bis zum 29. April 1964 erstmals Vorsitzender des Exekutivrates (Regierungschef). Trotz massiver ägyptischer Militärhilfe konnte as-Sallals und al-Amris republikanische Armee die massiv von Saudi-Arabien und Jordanien unterstützten royalistischen Rebellen nicht besiegen.
Angesichts der Machtkämpfe zwischen radikalen und gemäßigten Republikanern bzw. zwischen Linken und Konservativen innerhalb der Revolutionsführung bzw. im Präsidialrat musste as-Sallal mehrmals die Regierung auswechseln oder zwischenzeitlich selbst übernehmen. Hassan al-Amri war daher vom 6. Januar 1965 bis zum 20. April 1965 und ab dem 20. Juli 1965 erneut Ministerpräsident. In seine Amtszeit fielen der Abbruch der diplomatischen Beziehungen zur Bundesrepublik Deutschland im März 1965 und ein Staatsbesuch al-Amris in der DDR im Oktober 1965 (auch der Abschluss eines Handelsabkommen mit der DDR im Juni 1966) sowie die Unterzeichnung des als innerjemenitische Friedenslösung gedachten ägyptisch-saudischen Dschidda-Abkommens vom August 1965 und der darauffolgende einjährige Aufenthalt as-Sallals in Ägypten. Während der Abwesenheit des Präsidenten agierte Regierungschef al-Amri als der „starke Mann“ Jemens und trat am 17. September 1966 im Streit um die Rückkehr as-Sallals und eine Regierungsumbildung zurück.

### Während der Präsidentschaft al-Irianis

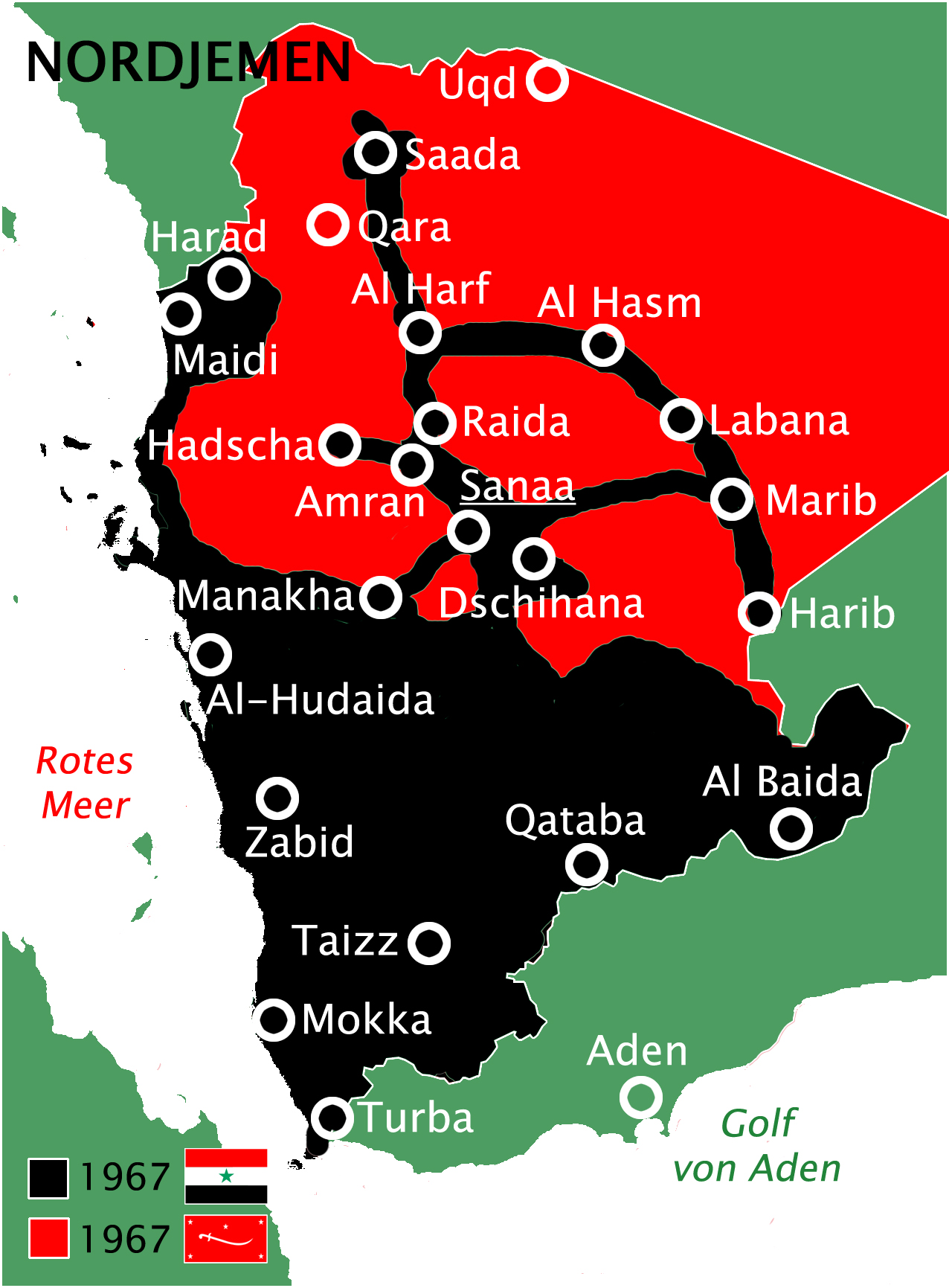
Frontlage im jemenitischen Bürgerkrieg zwischen ägyptischem Rückzug und royalistischem Vormarsch auf Sanaa (1967)

Zusammen mit den auf einen Ausgleich mit gemäßigten Royalisten bedachten gemäßigten Republikanern und Konservativen in der Revolutionsführung inszenierte al-Amri nach dem Abzug der ägyptischen Truppen am 4. November 1967 eine unblutige Palastrevolte, as-Sallal wurde gestürzt und ins Exil verbannt. Neuer Präsident wurde Abdul Rahman al-Iriani, neuer Premier zunächst Muhsin al-Aini, am 21. Dezember 1967 dann aber wieder al-Amri. Als Regierungschef, Mitglied des Präsidentschaftsrates (Vizepräsident) und Oberbefehlshaber der Armee war er al-Irianis wichtigste Machtstütze und erneut der eigentliche „starke Mann“ – vor allem, als die nach dem Rückzug der Ägypter wieder vorrückenden Royalisten im Rahmen einer großangelegten Gegenoffensive 70 Tage lang Sanaa belagerten. Al-Amri erließ eine Generalmobilmachung, organisierte die Aufstellung von republikanischen Volksmilizen und wurde nach dem Sieg über die Royalisten als der Verteidiger der Hauptstadt gefeiert.
Im März 1968 lenkte al-Amri für die Armee bestimmte Waffenlieferungen in al-Hudaida an konservative, teilweise von den Royalisten zu den Republikanern übergelaufene Stammesmilizen um und im Mai 1968 ließ er die Volksmilizen in Sanaa wieder auflösen und Stammesmilizen ersetzen. Sich im August 1968 dagegen in Sanaa erhebende nasseristische Offiziere und Armeeteile schlug er in dreitägigen Straßenkämpfen mit Hilfe der Stammesmilizen nieder, was das Iriani-Regime zunächst festigte und die konservative Ausrichtung der Republik entschied. Als Premierminister trat er zwar am 9. Juli 1969 wieder zurück, blieb aber weiterhin Oberbefehlshaber der Armee und wurde nach einem erfolgreichen innerjemenitischen Friedens- und Versöhnungsabkommen (1970) am 24. August 1971 erneut mit der Regierungsbildung beauftragt.
Die persönliche Verwicklung al-Amris in die Ermordung eines kritischen Journalisten beendete jedoch seine Karriere gerade in jenem Augenblick, als er selbst al-Iriani zu mächtig zu werden drohte. Am 1. September 1971 musste er zurücktreten und zunächst in den Irak fliehen, um einer Strafverfolgung zu entgehen. Er kehrte nie wieder in den Jemen zurück und starb schließlich in Deutschland/Köln im Exil.

## Weblink
- Hassan el-Amri, Internationales Biographisches Archiv 13/1974 vom 18. März 1974, im Munzinger-Archiv (Artikelanfang frei abrufbar)